# Lispe pygmaea
Lispe pygmaea är en tvåvingeart som först beskrevs av Fallen 1825.  Lispe pygmaea ingår i släktet Lispe och familjen husflugor. Arten är reproducerande i Sverige. Inga underarter finns listade i Catalogue of Life.